# بيفيرلي راندولف
بيفيرلي راندولف (بالإنجليزية: Beverley Randolph) هو سياسي أمريكي، ولد في 11 سبتمبر 1765 في مقاطعة هنريكو في الولايات المتحدة، وتوفي في 7 فبراير 1797 في مقاطعة كومبرلاند في الولايات المتحدة. انتخب حاكم فرجينيا ‏ (1 ديسمبر 1788 – 1 ديسمبر 1791).